# Brandon Jenkins
Brandon Jenkins (Tallahassee, 9 febbraio 1990) è un giocatore di football americano statunitense che gioca nel ruolo di outside linebacker per i Washington Redskins della National Football League (NFL). Fu scelto nel corso del quinto giro (162º assoluto) del Draft NFL 2013 dai Redskins. Al college ha giocato a football all’Università statale della Florida.

## Carriera professionistica

### Washington Redskins
Jenkins fu scelto nel corso del quinto giro del Draft 2013 dai Washington Redskins. Debuttò come professionista nella settimana 1 mettendo a segno un tackle contro i Philadelphia Eagles. La sua stagione da rookie si concluse con 5 presenze, nessuna delle quali come titolare.

## Vittorie e premi
Nessuno

## Statistiche
| Partite totali      | 5 |
| Partite da titolare | 0 |
| Tackle              | 1 |
| Sack                | 0 |
| Intercetti          | 0 |

Statistiche aggiornate alla stagione 2013